# Gabino Espinoza
Gabino Antonio Espinoza Ruiz (nacido el 17 de enero de 1991 en Magdalena, Sonora) es un futbolista mexicano que juega en la posición de portero para el Atlante F.C. de la Liga de Expansión MX.

## Trayectoria
Gabino Espinoza es un canterano de Cimarrones de Sonora desde las divisiones inferiores, en el año 2016 se le dio la oportunidad de debutar con el primer equipo logrando así su debut como profesional en Cimarrones. 
Fue el portero suplente de los Cimarrones en el Torneo Apertura 2016 en Ascenso Bancomer MX en el 2016. En el Torneo Clausura 2017, es utilizado como titular en los primeros dos juegos de Cimarrones.

## Clubes
| Club                 | País   | Año               |
| -------------------- | ------ | ----------------- |
| Cimarrones de Sonora | México | 2016 - 2024       |
| Celaya F.C.          | México | 2024 - 2025       |
| Atlante F.C.         | México | 2025 - Actualidad |